# Espermismo
Espermismo ou espermatismo (de esperma + ismo) é uma teoria segundo a qual o embrião deriva somente do espermatozoide, de modo que o óvulo só oferece nutrientes. Dentre seus defensores estava o célebre médico francês Nicolas Andry. Sua teoria oposta era o ovismo.